# Retorno a Tagen Ata (curtmetratge)
Retorno a Tagen Ata és un curtmetratge d'Eloy Lozano, rodat el 1974 a Merca i A Valenzá basat en la novel·la homònima de Xosé Luís Méndez Ferrín.

## Història
Retorno a Tagen Ata va ser el primer curtmetratge gallec que fou rodat en format professional de 35 mm Rodat en condicions precàries i gairebé sense pressupost en el debut del director, presenta múltiples problemes tècnics però manté una profunda vocació narrativa. Fou estrenat a les III Xornadas de Cine de Ourense el gener de 1975. La còpia original està al CGAI, institució que el 2011 va realitzar una nova còpia per projeccions.

## Sinopsi
Una jove torna a Tagen Ata, la seva terra i un país sense llibertat, per entrevistar el líder de la resistència interior, un personatge misteriós. A l'entrevista, li explica que ja no hi ha motius per a la lluita després d’atorgar al país una certa autonomia respecte al govern central.